# 西青木
西青木（にしあおき）は、埼玉県川口市の町名。現行行政地名は西青木一丁目から五丁目。住居表示実施地区。郵便番号は332-0035。

## 地理
川口市の西部に位置する。京浜東北線西川口駅が最寄り駅となっている。主に住宅地となっているが、地区の北側には球場や陸上競技場を備える青木町公園がある。

### 地価
住宅地地価は、2017年（平成29年）1月1日の公示地価によれば、西青木1丁目19番6の地点で30万1000円/m2となっている。

## 歴史

### 沿革
- 1976年（昭和51年）1月12日 - 住居表示実施に伴い、青木町四丁目〜五丁目、上青木町一丁目の各一部から西青木一丁目〜五丁目が成立[6]。

## 世帯数と人口
2018年（平成30年）3月1日現在の世帯数と人口は以下の通りである。
| 丁目         | 世帯数    | 人口     |
| ------------ | --------- | -------- |
| 西青木一丁目 | 1,215世帯 | 2,237人  |
| 西青木二丁目 | 1,488世帯 | 2,865人  |
| 西青木三丁目 | 1,014世帯 | 1,713人  |
| 西青木四丁目 | 763世帯   | 1,331人  |
| 西青木五丁目 | 1,015世帯 | 1,911人  |
| 計           | 5,495世帯 | 10,057人 |

## 小・中学校の学区
市立小・中学校に通う場合、学区（校区）は以下の通りとなる。
| 丁目         | 番地                              | 小学校                 | 中学校               |
| ------------ | --------------------------------- | ---------------------- | -------------------- |
| 西青木一丁目 | 全域                              | 川口市立青木北小学校   | 川口市立青木中学校   |
| 西青木二丁目 | 全域                              | 川口市立青木北小学校   | 川口市立青木中学校   |
| 西青木三丁目 | 全域                              | 川口市立青木北小学校   | 川口市立青木中学校   |
| 西青木四丁目 | 全域                              | 川口市立青木北小学校   | 川口市立青木中学校   |
| 西青木五丁目 | 1番1号〜3番99号 11番1号〜12番99号 | 川口市立青木北小学校   | 川口市立青木中学校   |
| 西青木五丁目 | その他                            | 川口市立上青木南小学校 | 川口市立上青木中学校 |

## 交通

### 道路
- 埼玉県道35号川口上尾線

## 施設
- 川口警察署
- 川口市立青木北小学校
- 川口市立幸並中学校
- 県税事務所
- 青木町公園
- 浄土宗 浄相院